# Atomska spektrometrija
Atomska spektrometrija je skupni naziv za spektrometrijske tehnike kemijske analize temeljene na energetskim promjenama koje se događaju u atomima kao učinak apsorpcije ili emisije elektromagnetskog zračenja (spektrometrija).

## Atomska apsorpcijska spektrometrija
Atomska apsorpcijska spektrometrija osniva se na apsorpciji vidljivog ili ultraljubičastoga zračenja valnih duljina od 190 do 860 nanometara koje prolazi kroz sloj slobodnih atoma u nepobuđenom, osnovnom stanju. Slobodni atomi tvore takozvanu atomsku paru, koja nastaje atomizacijom u plamenu ili elektrotermičkom atomizacijom pri temperaturi od 1000 do 3000 K. Kada elektromagnetsko zračenje, svojstveno za prijelaze elektrona u vanjskim atomskim orbitalama nekog kemijskog elementa, prolazi kroz atomsku paru, dio će se zračenja određenih frekvencija apsorbirati, a to će dati prepoznatljiv spektar tog elementa. Širina apsorpcijskih linija strogo je određena energetskim razinama elektrona u atomu i iznosi oko 0,005 nanometara. Izvor zračenja obično je šuplja katoda, koja daje linijski spektar elementa od kojega je načinjena elektroda, odnosno njezina površina. Apsorpcijska atomska spektrometrija najšire je primjenjivana tehnika za kvantitativno određivanje metala u tragovima u širokom rasponu tvari (prašina, hrana, površinske vode).

## Atomska emisijska spektrometrija
Atomska emisijska spektrometrija služi se različitim načinima pobude atoma, tako na primjer kada je sredstvo pobude plamen, naziva se plameno-emisijska spektrometrija. Toplinska energija oslobođena izgaranjem goriva prevodi atome uzorka, unesenog u spektrometar u obliku aerosola, u slobodne atome u pobuđenom stanju. Dio pobuđenih atoma gubi energiju pobuđenog stanja u sudaru s drugim česticama, a dio se vraća u osnovno stanje emitiranjem elektromagnetskog zračenja. Valna duljina emitiranog zračenja određuje narav dotičnih atoma. Emisijska atomska spektrometrija često se primjenjuje za određivanje alkalijskih i zemnoalkalijskih metala u kliničkoj dijagnostici, te za analizu bioloških i poljoprivrednih uzoraka.